# 魔宫魅影
魔宫魅影是一部於2016年在中國大陸上映的驚悚劇情電影，由葉偉民執導，林心如、楊祐寧、任達華、張子楓、黃幻等主演。

## 故事簡介
1930年代上海十里洋場，在一座曾遭祝融毀棄的電影院，某天突然發生了異常恐怖的神祕命案，各種鬧鬼傳聞四起，民眾陷入驚懼中！卻有名旅法回國的青年導演顧維邦（楊祐寧飾）聞訊趕來，並說服具有阮玲玉接班人之稱的一代紅星孟思凡（林心如飾）於此地拍攝驚悚的人鬼愛情片。已有女友的維邦在不知不覺深受思凡天生具有的美貌與神祕感而吸引，兩人之間逐漸滋生的曖昧情愫卻也讓整體拍攝工作陷入危機。
拍攝期間，各種猛鬼異象、神秘的死亡意外接連不斷地發生，鬼魅橫行的傳說更因電影經歷角色更换、停拍等事件後，倍受矚目。就在電影終於完成並準備在该戲院舉辦盛大首映之夜的同時，維邦的父親，一代軍事強人顧鳴山（任達華飾）也應邀出席，希望能藉此彌補父子多年來的嫌隙。電影開演之際，顧鳴山的出現竟让传说中的鬼魅与一段被遗忘的往事浮出水面，揭示出骇人听闻的真相

## 外部連結
- 互联网电影数据库（IMDb）上《魔宮魅影》的资料（英文）